# 21290 Vydra
21290 Vydra este un asteroid din centura principală, descoperit pe 9 noiembrie 1996, de Miloš Tichý și Zdeněk Moravec.